# CSCL Globe (schip, 2014)
De CSCL Globe is een containerschip van de Chinese rederij China Shipping Container Lines (CSCL), een divisie van China Shipping Group (China Shipping). Het is het eerste schip in lijn van de vijf grootste containerschepen ter wereld die gebouwd werden in 2014 en 2015. De zusterschepen zijn de CSCL Pacific Ocean, CSCL Indian Ocean, CSCL Arctic Ocean en de CSCL Atlantic Ocean. De schepen werden gebouwd door Hyundai Heavy Industries in Ulsan, Zuid-Korea. De geschatte kostprijs van deze 5 schepen samen was $700 miljoen. De schepen worden ingezet tussen Europa en Oost-Azië.
De CSCL Globe werd in november 2014 gedoopt door He Li Jun, de vrouw van Xu Li Rong, de voorzitter van China Shipping. Op de maidentrip werden de haven van Rotterdam, de haven van Hamburg en de haven van Zeebrugge aangedaan. In Zeebrugge lag de CSCL Globe van 17 tot 18 januari 2015.

## Specificaties
De CSCL Globe meet 400 meter in lengte, 58,6 meter in breedte en 30,5 meter in holte. De oorspronkelijke capaciteit van deze schepen was 18.400 TEU, maar deze werd uitgebreid naar 19.100 TEU. TEU staat voor twenty feet equivalent unit, een container van 20 voet. De triple-E klasse van Maersk werden bij deze met een capaciteit van 18.000 TEU de op een na grootste containerschepen ter wereld.
Het containerschip ter wereld heeft ook een van de grootste dieselmotoren ter wereld, de MAN B&W 12S90ME-C Mark 9.2. Deze motor levert 77.200 pk en is 17,2 meter hoog en is volledig elektrisch gestuurd. Hiermee hoopt men brandstof efficiënter te gaan gebruiken door een automatisch regeling afhankelijk van de snelheid van het schip en de condities op zee. Volgens de rederij zal de motor zo 20% minder brandstof verbruiken dan de 10.000 TEU schepen. Ook de vibraties, het lawaai en de uitstoot zullen drastisch verminderen.
Het schip is ook uitgerust met een Ecoballast-systeem. Een systeem waarmee het schip elk uur 3000 m³ ballastwater kan behandelen door het te filteren en het steriliseren van bacteriën en plankton groter dan 50µm gebruik makende van ultraviolet straling. Hierdoor wordt voorkomen dat er bij het lossen van het ballastwater niet-inheemse organismen in het water terechtkomen.